# Lepidurus
Lepidurus é um género de crustáceo da família Triopsidae.
Este género contém as seguintes espécies:
- Lepidurus packardi